# Matsumura Goshun

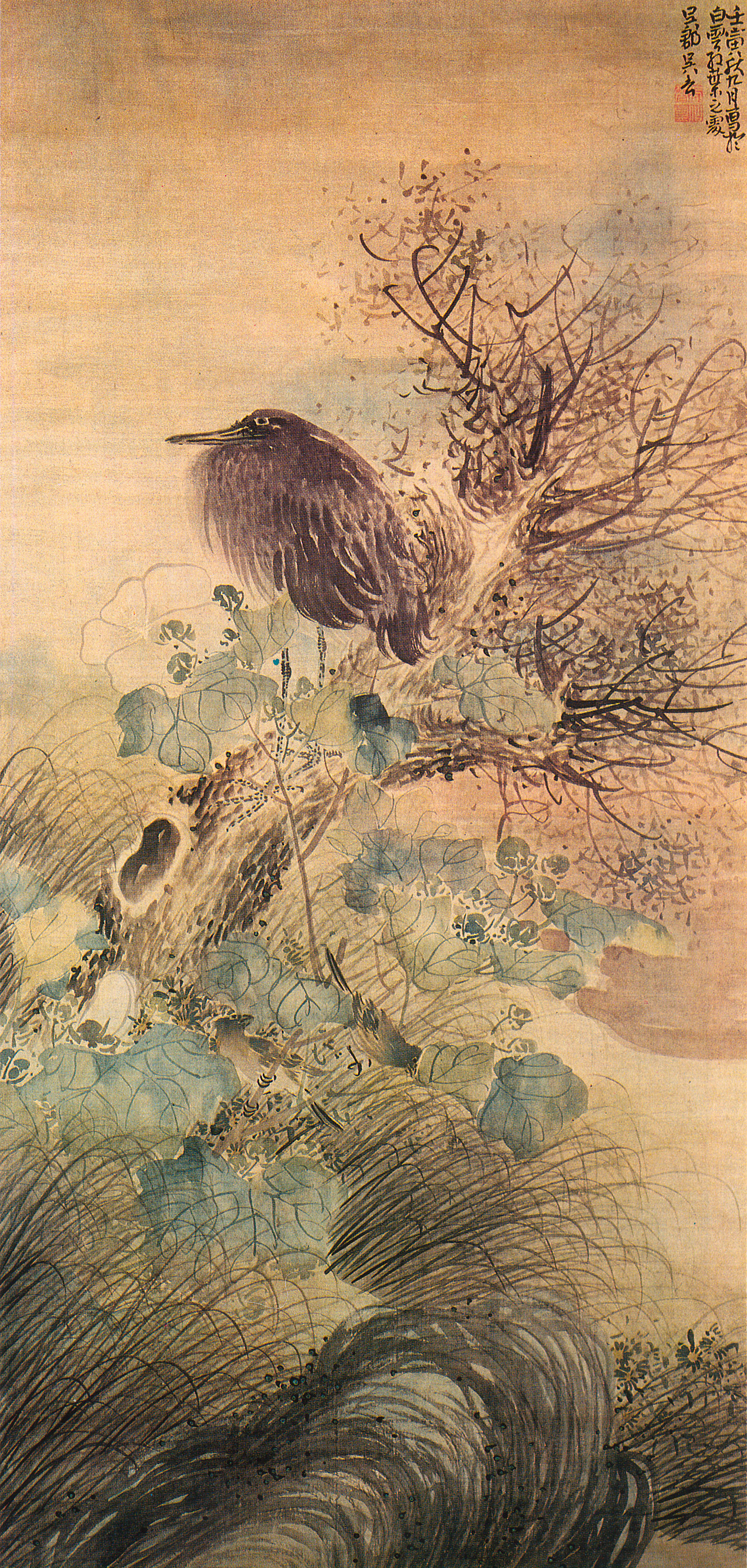
Hibiscus und Graureiher auf einem Baumstumpf (1782)

Matsumura Goshun (japanisch 松村 呉春; * 28. April 1752 (traditionell: Hōreki 2/3/15); † 4. September 1811 (traditionell: Bunka 8/7/17)), auch Matsumura Gekkei (松村 月渓), war ein japanischer Maler der Edo-Zeit und Begründer der Shijō-Schule. Er war Protegé des Künstlers Yosa Buson (1716–1784), eines Meisters der Japanischen Literaten-Malerei.

## Leben
Goshun wurde als ältester von sechs Brüdern in eine Familie hoher Regierungsbeamter der Kaiserlichen Münzanstalt (kinza 金座) geboren. Seine Eltern wünschten, dass er eine Ausbildung auf den Grundlagen der chinesischen und japanischen Kultur, wie klassischer Geschichte und Literatur, die Kunst der Kalligraphie und Malerei sowie das Schreiben von Poesie, erhielt. Daher begann seine Ausbildung in diesen Künsten schon in jungen Jahren.
Seine frühen Lehrer waren Meister der Literatenmalerei (bunjinga 文人画), die sich dem Studium klassischer chinesischer Malstile verschrieben hatten. Auch Goshun wendete sich diesem Malstil zu, auch entwickelte er ein Interesse an der Haiku-Dichtung, die er besonders beim Studium mit seinem Lehrmeister Yosa Buson (1716–1784) verfeinerte.
Als Maler hatte er nicht unmittelbar Erfolg, doch Buson half ihm, sich über Wasser zu halten, indem er ihn als Literaturlehrer an reiche Provinzkaufleute vermittelte, die sich mit der Aura der Kultur umgeben wollten, um so ihren Status zu verbessern. 1781 nahm sein Lebensweg eine dramatische Wendung. Seine Frau und sein Vater starben in diesem Jahr und Buson, selbst sterbenskrank, konnte seinen Schüler offenbar nicht weiter unterstützen. Im Zuge dessen verließ Goshun sein Heim im Shijō-Viertel von Kyōto und zog nach Ikeda in der Nähe von Osaka. Während dieser Zeit fuhr er fort, in Busons Stil zu malen, war aber noch immer nicht erfolgreich genug, um sich selbst zu finanzieren.
Um 1787 wurde klar, dass er sich einer anderen Künstlergruppe anschließen musste, und er trat dem Kreis um Maruyama Ōkyo (1733–1795) bei, um an Stellschirmen für den Daijō-ji, einem Tempel in Hyōgo, zu arbeiten. Spätere Ereignisse untermauerten noch zusätzlich Goshuns Verbindung zu Ōkyo, als beide nach einem Feuer, das in Kyōto wütete, für eine Zeit im selben Tempel lebten. Augenscheinlich wurde in dieser Zeit aus einer guten professionellen Zusammenarbeit auch eine gute Freundschaft. Um 1789 zog Goshun wieder in den Shijō-Bezirk von Kyōto und benutzte fortan Elemente von Ōkyos Stil in seiner Malerei. Ōkyo betrachtete Goshun niemals als seinen Schüler, obwohl in den Aufzeichnungen des Daijō-ji Goshun als bester Schüler Ōkyos aufgeführt ist. Als er nämlich anbot, offiziell der Schule beizutreten und als Lehrling unterwiesen zu werden, lehnte Ōkyo ab. Er zog es vor, dass beide als Freunde auf gleicher Höhe verblieben, und gab Goshun damit Gelegenheit, seinen eigenen einzigartigen Stilmix aus Ōkyo-Schule und Literatenmalerei zu entwickeln. Als Ōkyo 1795 verstarb, gründete Goshun seine eigene, die Shijō-Schule, in der er bis zu seinem Tode arbeitete und lehrte.

## Stilentwicklung
In den frühen Jahren war Goshun eindeutig von den Literatenmalern und dort vor allem durch Busons Ausbildung geprägt. Seine Kompositionen tragen vornehmlich die Merkmale Chinesischer Malerei der Südlichen Schule die in Japan durch Maltraktate und durch in Japan befindliche chinesische Originale bekannt waren.
Seine Zeit in Ikeda (um 1785) kann als Reife dieser frühen Phase seiner Stilentwicklung betrachtet werden.
Nach seiner Zeit zusammen mit Ōkyo (nach 1787) veränderte sich sein Malstil völlig, als er unter dem Einfluss der Maruyama-Schule Elemente von Ōkyos dekorativen Techniken übernahm und weiterentwickelte.
Als ausgereift kann sein Stil jedoch erst nach Ōkyos Tod (1795) angesehen werden, da er innerhalb seiner eigenen Schule ohne Beeinflussung durch andere Meister seine Maltechniken konsolidieren konnte. Busons Literatenmalerei scheint er in diesem Abschnitt seines Lebens aufgegeben zu haben, obwohl er nach seiner Rückkehr nach Kyōto für einige Jahre als dessen rechtmäßiger Nachfolger gehandelt wurde.